# Brandbilskul
Brandbilskul, i original Firehouse Tales, är en tecknad animerad serie från 2005 av Warner Bros. Serien sänds i Cartoonito och handlar om tre brandbilar Rödis, Diesel och Gnällis som löser vardagliga problem och lär människor och andra bilar att samarbeta och ha kul. I svenska dubbningen är det Christan Fex som är berättaren.